# Ernest Lauth
Pour les articles homonymes, voir Lauth.
Ernest Lauth (Strasbourg, 1827-1902) est issu d'une vieille famille strasbourgeoise. Ce banquier fut maire de Strasbourg de 1871 à 1873, puis député protestataire au Reichstag à partir de 1874.
Une rue de Strasbourg porte son nom.